# Jean-Baptiste Fortin
Pour les articles homonymes, voir Fortin.
 Jean-Baptiste Fortin (29 décembre 1764 – 6 janvier 1841) fut un agriculteur et homme politique fédéral du Bas-Canada. Il a représenté Devon de 1804 à 1814 et de 1820 à 1830, et l'Islet de 1830 à 1838 dans la Assemblée législative du Bas-Canada.
Il est né à l'Islet, Québec, le fils de Charles Fortin et Marie-Magdelaine Pin. Il a été impliqué dans le développement et la colonisation des terres dans la seigneurie de l'Islet et aussi un commissaire pour la construction de routes dans les seigneuries voisines. En 1788, il épouse Geneviève Fortin, un parent. Fortin a généralement appuyé le Parti canadien, puis le Parti patriote et a voté en faveur de les quatre-vingt-douze résolutions. Il est mort au bureau, à l'âge de 76 ans.
Son petit-fils Louis-Napoléon Fortin servi dans l'Assemblée législative du Québec.